# Warrem
Warrem (officieel: Warhem) is een gemeente in de Franse Westhoek in het Franse Noorderdepartement (Frans: département du Nord). De gemeente ligt in Frans-Vlaanderen en telde op 1 januari 2022 2.035 inwoners.

## Geschiedenis
Warrem werd voor het eerst vermeld in 938, waarin de burggraaf van Sint-Winoksbergen het gebied aan de Abdij van Sint-Winoksbergen schenkt. In 1067 is sprake van Warhem wat een combinatie is van een persoonsnaam en de -hem uitgang, dat woning betekend.

## Bezienswaardigheden
- De Onze-Lieve-Vrouw-Hemelvaartkerk (Église Notre-Dame de l'Assomption)
- De oude pastorie, gebouwd in 1724, werd in 1789 een gemeentehuis en een verzorgingshuis in 1895.
- Op de begraafplaats van Warrem bevinden zich bijna 90 Britse oorlogsgraven uit de Tweede Wereldoorlog.

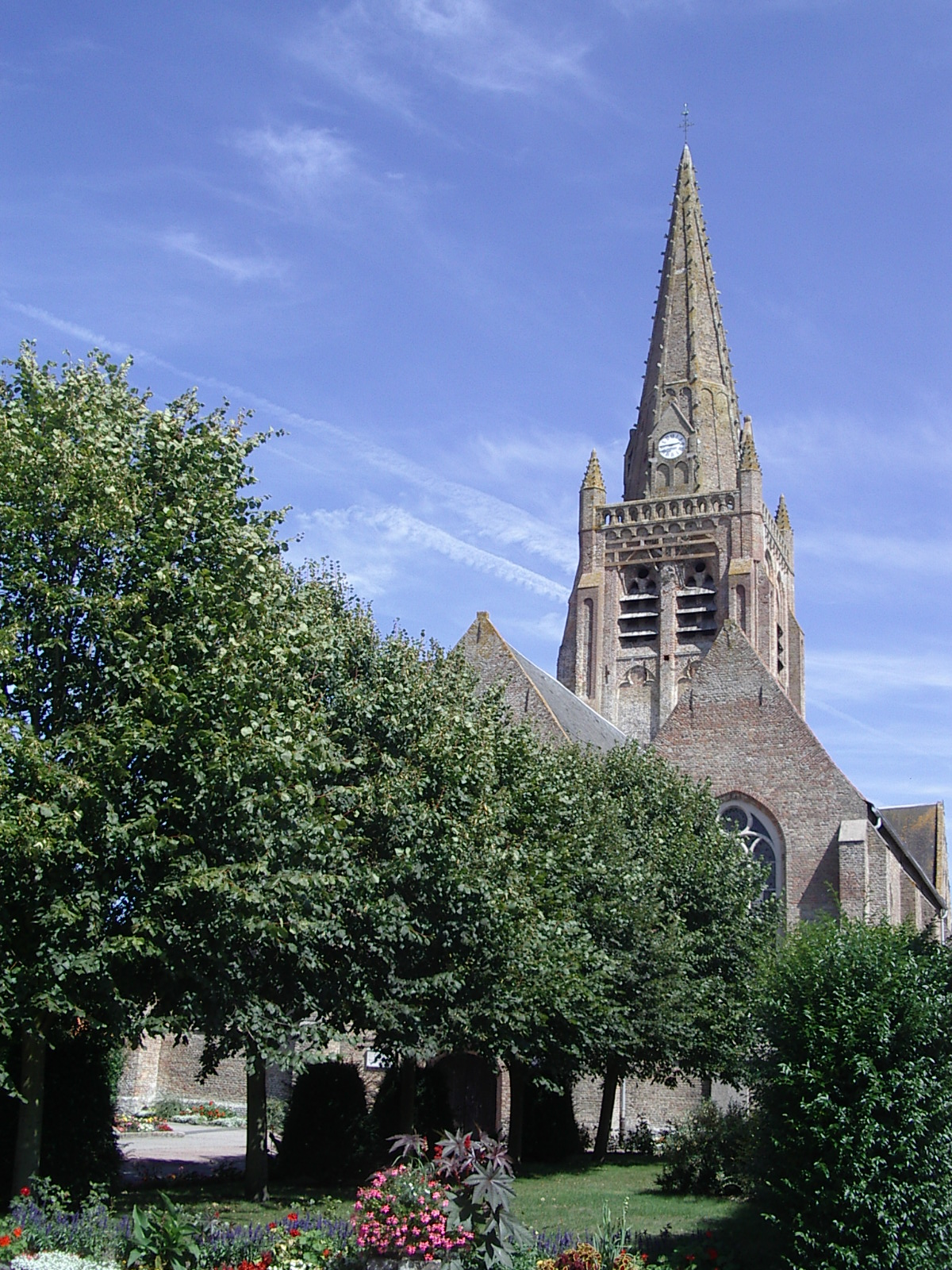
De Onze-Lieve-Vrouw-Hemelvaartkerk in Warrem

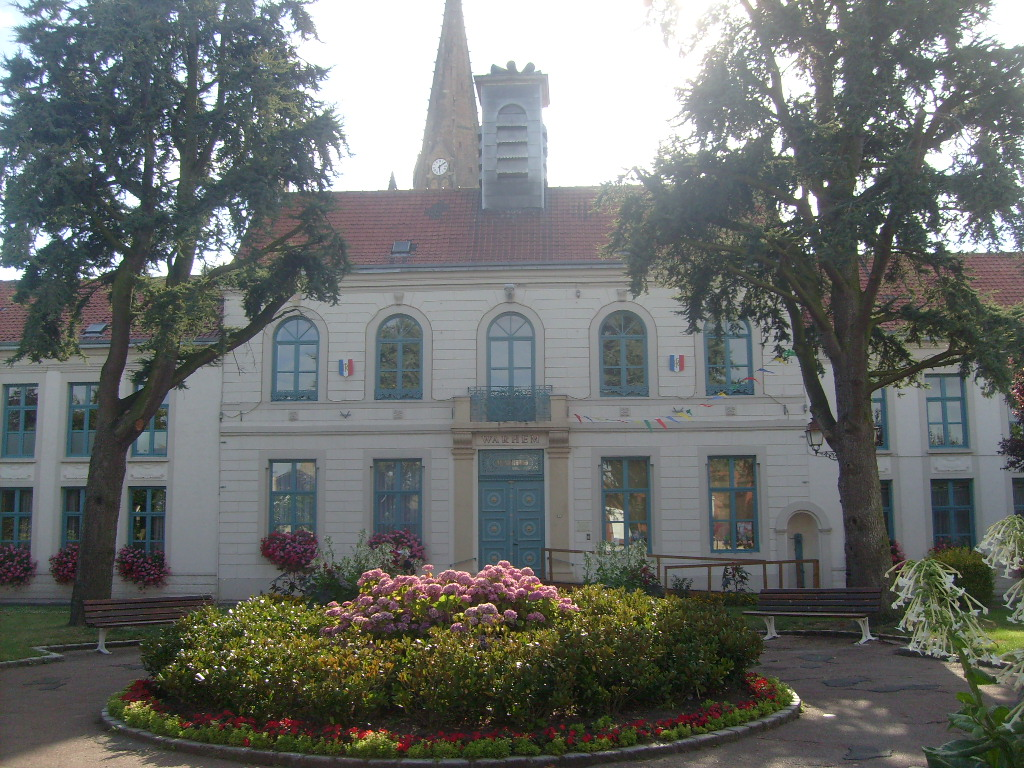
Gemeentehuis van Warrem

## Natuur en landschap
Warrem ligt op de grens van het Blootland en het Houtland. Door het noorden van de gemeente loopt de Kolme (Canal de la Basse Colme); het dorpscentrum ligt zo'n kilometer ten zuiden van dit kanaal.
De hoogte bedraagt 0-22 meter. Het laagste punt bevindt zich in het noorden van de gemeente (les petites Moëres), op een hoogte rond zeeniveau. Het hoogste punt ligt in het zuiden, bij de grens met Westkapel. De Kleine Moere is een droogmakerij, in de 17e eeuw drooggemalen door Wenzel Cobergher.

## Geografie
Warrem grenst aan de gemeenten Uksem, De Moeren, Hondschote, Killem, Rekspoede, Westkapel, Kwaadieper, Hooimille en Tetegem. De oppervlakte van Warrem bedroeg op 1 januari 2022 27,84 vierkante kilometer; de bevolkingsdichtheid was toen 73,1 inwoners per km².
In de gemeente liggen nog verschillende gehuchtjes, zoals Haeghe Meulen en Benkies Meulen of Beentjes-Meulen). 

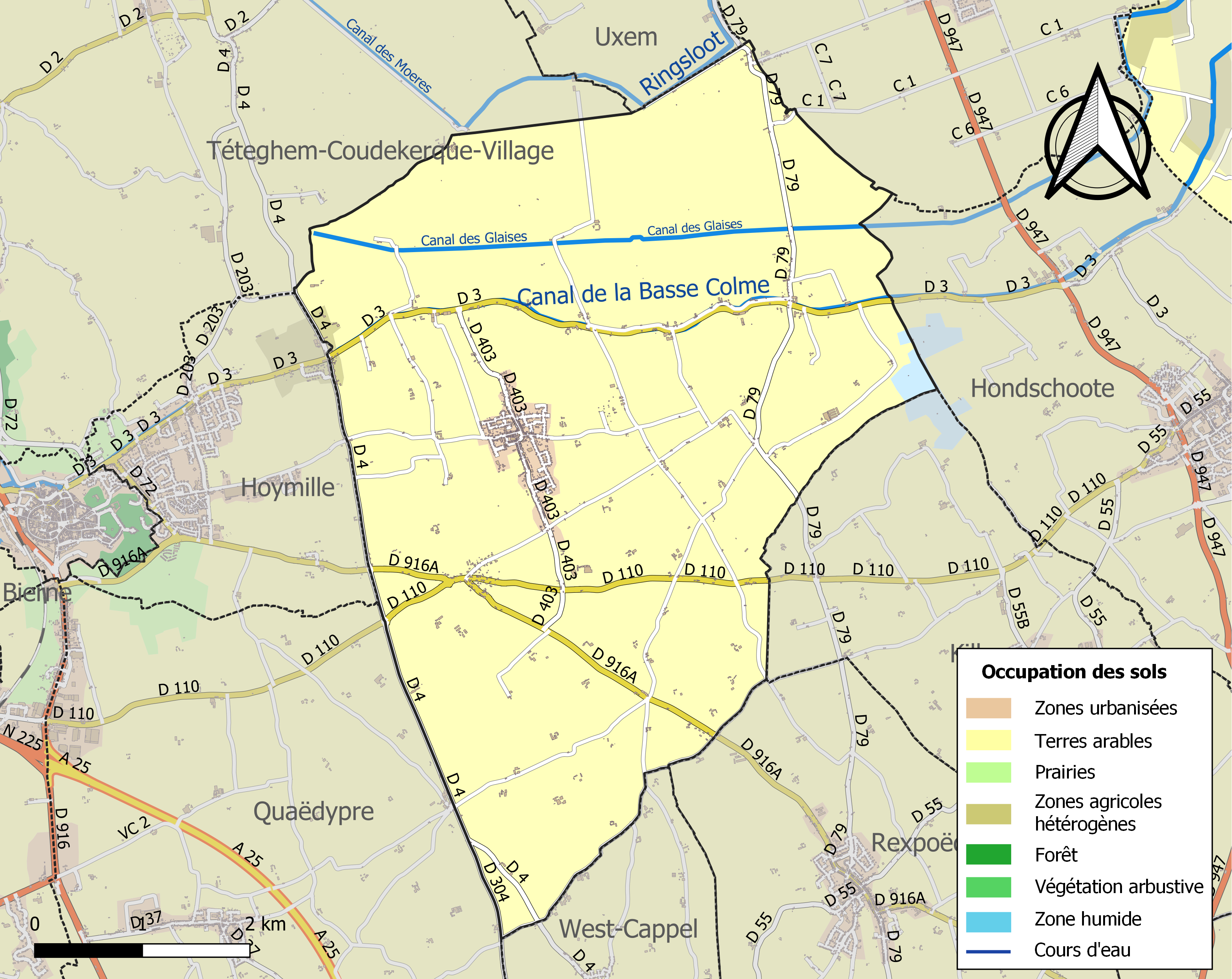
Kaart van de gemeente met belangrijkste infrastructuur, bodemgebruik en omliggende gemeenten

## Demografie
Onderstaande figuur toont het verloop van het inwonertal (bron: INSEE-tellingen).